# François Jacq
Pour les articles homonymes, voir Jacq.
François Jacq est un haut fonctionnaire français, administrateur général du CEA depuis avril 2018 et président du conseil d’administration du CEA depuis novembre 2019. 

## Biographie
Né le 28 octobre 1965, il est diplômé de l'École polytechnique (promotion 1986). Ingénieur général des mines, il travaille en tant que chercheur au Centre de sociologie de l'innovation de l'École nationale supérieure des mines de Paris de 1993 à 1996. Il est aussi titulaire d'un diplôme d'études approfondies en sociologie et docteur de l'École nationale supérieure des mines de Paris.
De 1996 à 1997, il est chargé de mission à la direction générale de la recherche et de la technologie du Ministère de l'Éducation nationale, de l'Enseignement supérieur et de la Recherche, où il est ensuite nommé directeur du département Énergie, transports environnement, ressources naturelles.
En 2000, François Jacq devient directeur de l'Agence nationale pour la gestion des déchets radioactifs (Andra). À partir de 2005, il est  directeur de la demande et des marchés énergétiques à la Direction générale de l'énergie et des matières premières au sein du ministère de l'Industrie. 
En mai 2007, il est nommé conseiller pour l'industrie, la recherche et l'énergie au cabinet du Premier ministre François Fillon,  puis il devient en août 2008 conseiller pour le développement durable, la recherche et l’industrie. Le 25 mars 2009, il est nommé président-directeur général de Météo-France par décret du président de la République Nicolas Sarkozy. En 2013, il devient directeur de l’Ifremer. 
En 2018, le président de la République Emmanuel Macron propose de nommer François Jacq à la tête du Commissariat à l'énergie atomique, en remplacement de Daniel Verwaerde. Il est nommé en avril 2018 administrateur général, puis président du conseil d'administration en novembre 2019. Il est renouvelé dans ses fonctions d'administrateur général en mars 2022.  
Il devient en 2025 président du CNES.  